# (34550) 2000 SU238
2000 SU238 (asteroide 34550) é um asteroide da cintura principal. Possui uma excentricidade de 0.15170400 e uma inclinação de 7.82478º.
Este asteroide foi descoberto no dia 26 de setembro de 2000 por LINEAR em Socorro.